# Herbert Karlsson
Herbert Karlsson oder Knut Herbert „Murren“ Carlsson (* 8. September 1896 in Göteborg; † 21. Oktober 1952 ebenda) war ein schwedischer Fußballspieler.

## Laufbahn
Karlsson spielte zunächst für Annedals FF, IK Niord und IK Vega, ehe er 1917 zu IFK Göteborg wechselte. Mit dem Klub wurde er in seiner ersten Spielzeit schwedischer Meister. 
Karlsson stand zwischen 1918 und 1922 in 20 Länderspielen für die schwedische Nationalmannschaft auf dem Platz und erzielte 19 Länderspieltore. Für die Landesauswahl nahm er an den Olympischen Spielen 1920 teil. Mit sieben Treffern wurde er Torschützenkönig des Turniers.
1922 emigrierte er in die Vereinigten Staaten, wo er der erste professionelle Spieler der schwedischen Fußballgeschichte wurde. Als Herbert Carlson, wie er sich seither nannte, spielte er zunächst für den Viking Athletic Club in der New York State League, ehe er 1923 zum Werksteam Indiana Flooring übertrat. Im Jahr darauf wechselte sein Team in die American Soccer League, zu dieser Zeit die stärkste Profiliga an der Ostküste. Hier spielte er drei Saisonen, ehe er im Sommer 1927 mit dem Viking AC eine Skandinavientournee unternahm, nach deren Ende er bis zum Frühjahr 1928 in der Heimat blieb. Dann kehrte er nach New York zurück und spielte für die New Nork Nationals, mit denen er 1929 den Ligacup gewann. 1930 wurde das Team in New York Giants umbenannt und gewann unter diesem Namen 1931 den Meistertitel. Später war er noch unter Ernö Schwarz für die New York Americans tätig.
Bei den Olympischen Spielen 1936 kehrte er nach Europa zurück und nach dem Turnier ging er zurück nach Schweden. 

## Weblink
- Herbert Carlsson in der Datenbank von Olympedia.org (englisch)

| Personendaten    | Personendaten                                    |
| ---------------- | ------------------------------------------------ |
| NAME             | Karlsson, Herbert                                |
| ALTERNATIVNAMEN  | Carlson, Herbert; Carlsson, Knut Herbert; Murren |
| KURZBESCHREIBUNG | schwedischer Fußballspieler                      |
| GEBURTSDATUM     | 8. September 1896                                |
| GEBURTSORT       | Göteborg                                         |
| STERBEDATUM      | 21. Oktober 1952                                 |
| STERBEORT        | Göteborg                                         |